# Айона (Флорида)
Айона (англ. Iona) — статистически обособленная местность, расположенная в округе Ли (штат Флорида, США) с населением в 11 756 человек по статистическим данным переписи 2000 года.

## География
По данным Бюро переписи населения США, статистически обособленная местность Айона имеет общую площадь в 26,42 квадратных километров, из которых 18,39 кв. километров занимает земля и 8,03 кв. километров — вода. Площадь водных ресурсов округа составляет 30,39 % от всей его площади.
Статистически обособленная местность Айона расположена на высоте 2 м над уровнем моря.

## Демография
| Год переписи        | Нас.  |  | %±    |
| ------------------- | ----- |  | ----- |
| 1990                | 9565  |  | —     |
| 2000                | 11756 |  | 22,9% |
| 1990–2000 Источник: |       |  |       |

По данным переписи населения 2000 года, в Айонe проживало 11 756 человек, 3740 семей, насчитывалось 6023 домашних хозяйств и 9290 жилых домов. Средняя плотность населения составляла около 444,97 человек на один квадратный километр. Расовый состав населённого пункта распределился следующим образом: 97,47 % белых, 0,41 % — чёрных или афроамериканцев, 0,17 % — коренных американцев, 0,48 % — азиатов, 0,01 % — выходцев с тихоокеанских островов, 0,63 % — представителей смешанных рас, 0,83 % — других народностей. Испаноговорящие составили 3,94 % от всех жителей статистически обособленной местности.
Из 6023 домашних хозяйств в 11,2 % воспитывали детей в возрасте до 18 лет, 54,9 % представляли собой совместно проживающие супружеские пары, в 5,1 % семей женщины проживали без мужей, 37,9 % не имели семей. 31,4 % от общего числа семей на момент переписи жили самостоятельно, при этом 17,0 % составили одинокие пожилые люди в возрасте 65 лет и старше. Средний размер домашнего хозяйства составил 1,95 человек, а средний размер семьи — 2,36 человек.
Население статистически обособленной местности по возрастному диапазону по данным переписи 2000 года распределилось следующим образом: 10,2 % — жители младше 18 лет, 3,6 % — между 18 и 24 годами, 17,6 % — от 25 до 44 лет, 29,1 % — от 45 до 64 лет и 39,5 % — в возрасте 65 лет и старше. Средний возраст жителей составил 59 лет. На каждые 100 женщин в Айонe приходилось 91,5 мужчин, при этом на каждые сто женщин 18 лет и старше приходилось 90,2 мужчин также старше 18 лет.
Средний доход на одно домашнее хозяйство статистически обособленной местности составил 37 091 доллар США, а средний доход на одну семью — 46 250 долларов. При этом мужчины имели средний доход в 34 740 долларов США в год против 25 683 доллара среднегодового дохода у женщин. Доход на душу населения статистически обособленной местности составил 37 091 доллар в год. 5,9 % от всего числа семей в населённом пункте и 10,0 % от всей численности населения находилось на момент переписи населения за чертой бедности, при этом 17,6 % из них были моложе 18 лет и 4,7 % — в возрасте 65 лет и старше.